# Іглиця шипувата
Іглиця шипувата (Syngnathus schmidti) — вид морських іглиць, що мешкає в Чорному та Азовському морях. Прісноводна \ солонуватоводна риба, що сягає 11,0 см довжиною. Живе на глибинах 1-100 м, зазвичай до 1-10 м.